# Dujiangyan
Dujiangyan (
chineză: 都江堰; pinyin: Dūjiāngyàn) este un oraș în China. În 2003 avea o populație de aprox. 600,000 locuitori și o suprafață de 1,208 km2. Este capitala provinciei Sichuan. Orașul este cunoscut pentru sistemul dezvoltat de irigații.